# Alessandro Michele
Alessandro Michele é um renomado estilista italiano conhecido por seu trabalho como diretor criativo da marca de moda de luxo Gucci. Ele nasceu em 1972 em Roma, Itália, e desde cedo demonstrou interesse e talento no mundo da moda. Michele estudou na renomada Academia de Moda de Roma e iniciou sua carreira na moda trabalhando em marcas como Fendi e Gucci. 
Em 2015, foi nomeado diretor criativo da Gucci, onde trabalhava desde 2002. Sua nomeação foi uma surpresa para muitos na indústria da moda, pois Michele era um nome relativamente desconhecido na época. No entanto, ele rapidamente impressionou o mundo da moda com sua visão única e ousada para a marca. 
"Yves, Karl, Gianni, Giorgio, Christian, Coco. É raro que um novo nome possa ser adicionado a uma lista tão ilustre", escreveu Jared Leto para a Times em 2017 quando o estilista apareceu entre as pessoas mais influentes do mundo. 

## Biografia
Antes da Gucci, Michele já havia sido designer sênior de acessórios na Fendi.  Em 2020 ele escreveu um texto para a Harpers Bazzar onde declarou; "eu sempre considerei o desfile de moda como um evento mágico, repleto de encantamento".  
Em 2015, sob a direção de Michele, a Gucci passou por uma transformação radical. Ele reintroduziu elementos vintage e retrô em suas coleções, combinando-os com uma estética moderna e excêntrica. Michele é conhecido por sua mistura de estilos, cores vibrantes, estampas ousadas e detalhes luxuosos, criando uma estética maximalista que se tornou sua assinatura.
Além de suas contribuições para o design de moda, Alessandro Michele também foi pioneiro na inclusão e na quebra de normas de gênero na moda de luxo. Ele desafiou convenções tradicionais, criando roupas que transcendem as fronteiras de gênero e celebram a individualidade e a expressão pessoal.
Sob sua liderança, a Gucci experimentou um ressurgimento espetacular, tornando-se uma das marcas mais desejadas e influentes do mundo da moda. Alessandro Michele é amplamente elogiado por sua criatividade, visão e capacidade de reinventar uma marca de forma tão impactante. Sua influência na moda contemporânea é inegável, e ele continua a inspirar designers e entusiastas da moda em todo o mundo.

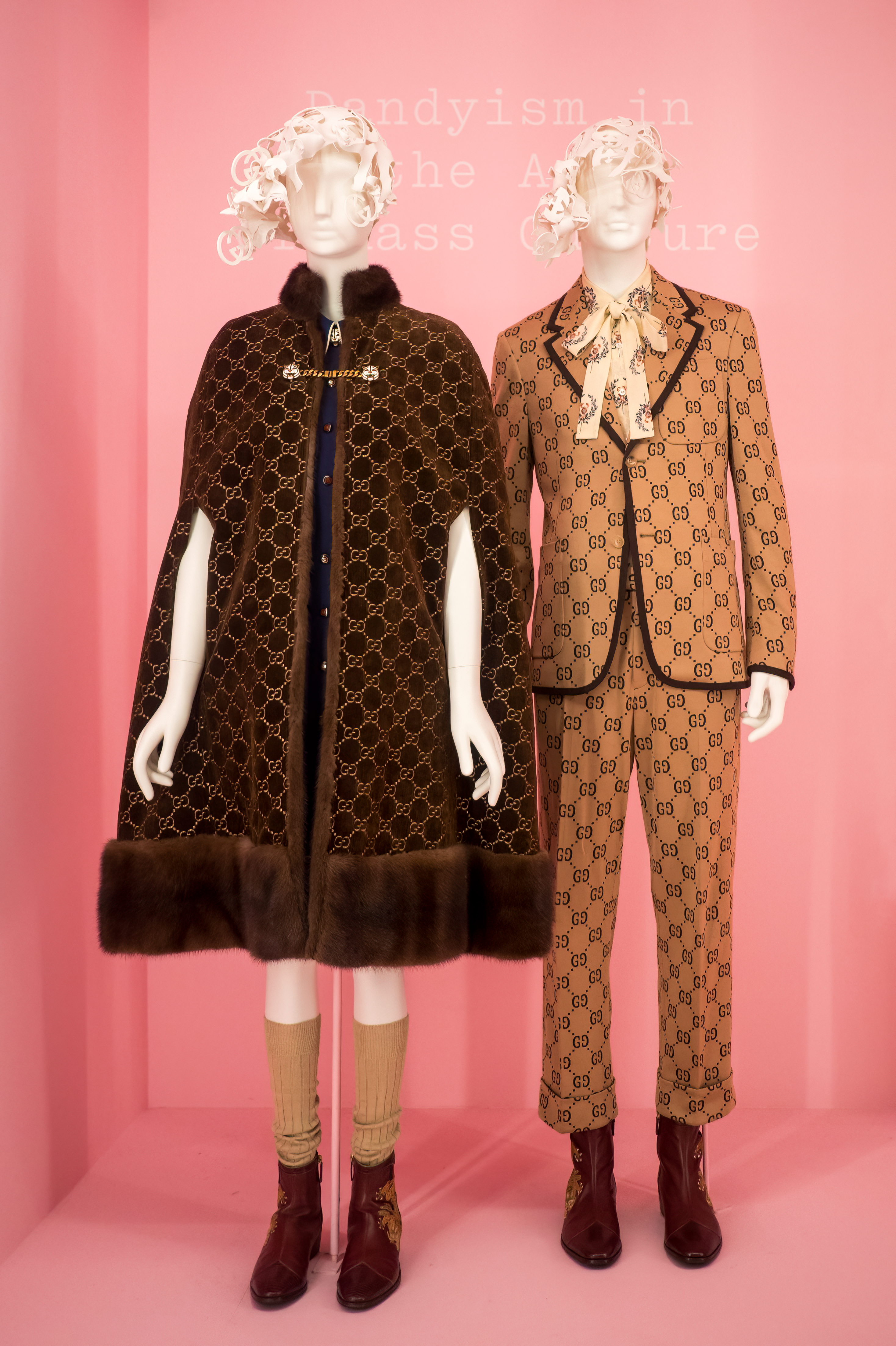
Um dos estilos trazidos por Alessandro Michele para Gucci.

É casado com professor de planejamento urbano Giovanni Attili e chamado pelos íntimos de Lallo.  
Em 2017, apareceu na lista de 100 Pessoas Mais Influentes do ano da Time.